# Orimarga setilobata
Orimarga setilobata är en tvåvingeart som beskrevs av Alexander 1969. Orimarga setilobata ingår i släktet Orimarga och familjen småharkrankar. Inga underarter finns listade i Catalogue of Life.